# Liv og Maddie
Liv og Maddie (engelsk Liv and Maddie) er en amerikansk komedieserie skabt af John D. Beck og Ron Hart. Serien består af 80 afsnit fordelt på 4 sæsoner, der blev sendt på Disney Channel. Serien havde premiere 19. juli 2013 som et preview og blev derefter sendt regelmæssigt fra 15. september 2013 til 24. marts 2017. Serien blev vist første gang i Danmark 20. december 2013 som en preview og blev sendt regelmæssigt fra 24. januar 2014.
Blandt de medvirkende er Dove Cameron, Joey Bragg, Tenzing Norgay Trainor, Kali Rocha, Benjamin King og Lauren Lindsey Donzis. Et speciel indslag i serien er, at Dove Cameron spiller to roller, dels som skuespillerinden Liv der er vendt hjem efter at have medvirket i en populær tv-serie i Hollywood i fire år, og dels som Livs enæggede tvillingsøster der blev tilbage. Et andet specielt indslag er dokumentaragtige klip, hvor figurer taler til seerne for at fortælle seerne om deres syn på forskellige situationer i hvert afsnit.

## Medvirkende
- Dove Cameron som Liv Rooney: Det ældste barn af Rooney familien.

- Dove Cameron som Maddie Rooney: Liv's enæggede tvillingesøster. Hendes slagord er "Kaboom! Hvad?!" (engelsk "Bam! What?!")

- Joey Bragg som Joey Rooney: Det midterste barn i Rooney familien og storebror til Parker.

- Tenzing Norgay Trainor som Parker Rooney, Liv og Maddie's yngre bror og yngste barn i Rooney familien.

- Kali Rocha som Karen Rooney: en skolepsykolog og mor til Liv, Maddie, Joey, og Parker.

- Benjamin King som Pete Rooney: en basketballtræner og far til Liv, Maddie, Joey, og Parker.

## Afsnit

### Serieoversigt
| Sæson | Sæson | Afsnit | Oprindelig sendt   | Oprindelig sendt |
| Sæson | Sæson | Afsnit | Start              | Slut             |
| ----- | ----- | ------ | ------------------ | ---------------- |
|       | 1     | 21     | 19. juli 2013      | 27. juli 2014    |
|       | 2     | 24     | 21. september 2014 | 23. august 2015  |
|       | 3     | 20     | 13. september 2015 | 19. juni 2016    |
|       | 4     | 15     | 23. september 2016 | 24. marts 2017   |